# Martin Lundgaard Hansen
Martin Lundgaard Hansen (Kolding, 11 de octubre de 1972) es un deportista danés que compitió en bádminton, en la modalidad de dobles.
Ganó una medalla de bronce en el Campeonato Mundial de Bádminton de 2006 y cuatro medallas en el Campeonato Europeo de Bádminton entre los años 2002 y 2008.
Participó en tres Juegos Olímpicos de Verano, entre los años 2000 y 2008, ocupando el cuarto lugar en Atenas 2004, en la prueba de dobles.

## Palmarés internacional
| Campeonato Mundial | Campeonato Mundial       | Campeonato Mundial | Campeonato Mundial |
| Año                | Lugar                    | Medalla            | Prueba             |
| ------------------ | ------------------------ | ------------------ | ------------------ |
| 2006               | Madrid (España)          | Medalla de bronce  | Dobles             |
| Campeonato Europeo |                          |                    |                    |
| Año                | Lugar                    | Medalla            | Prueba             |
| 2002               | Malmö (Suecia)           | Medalla de oro     | Dobles             |
| 2004               | Ginebra (Suiza)          | Medalla de oro     | Dobles             |
| 2006               | Den Bosch (Países Bajos) | Medalla de oro     | Dobles             |
| 2008               | Herning (Dinamarca)      | Medalla de plata   | Dobles             |